# Nationale fietsroutes van Tsjechië

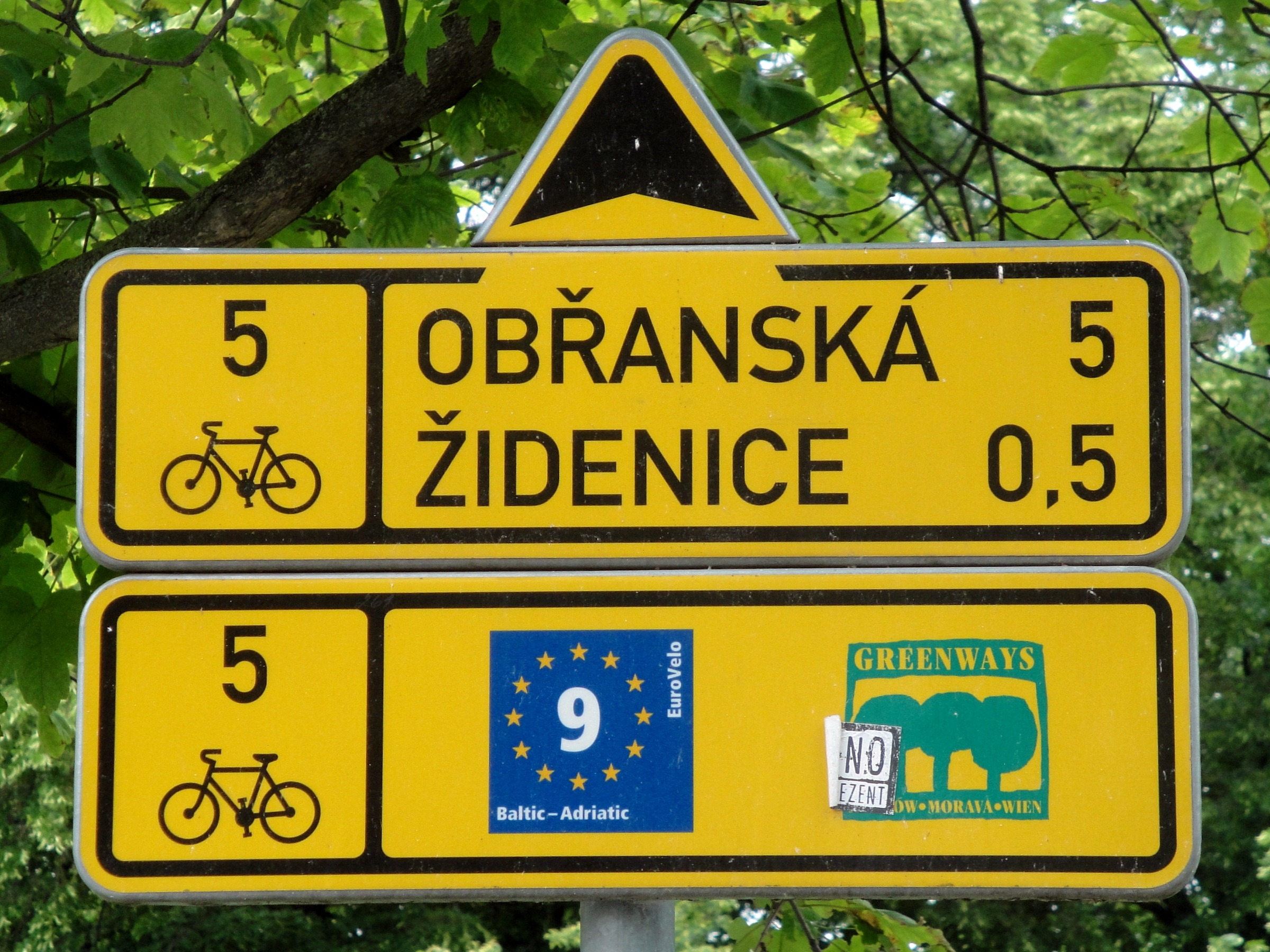

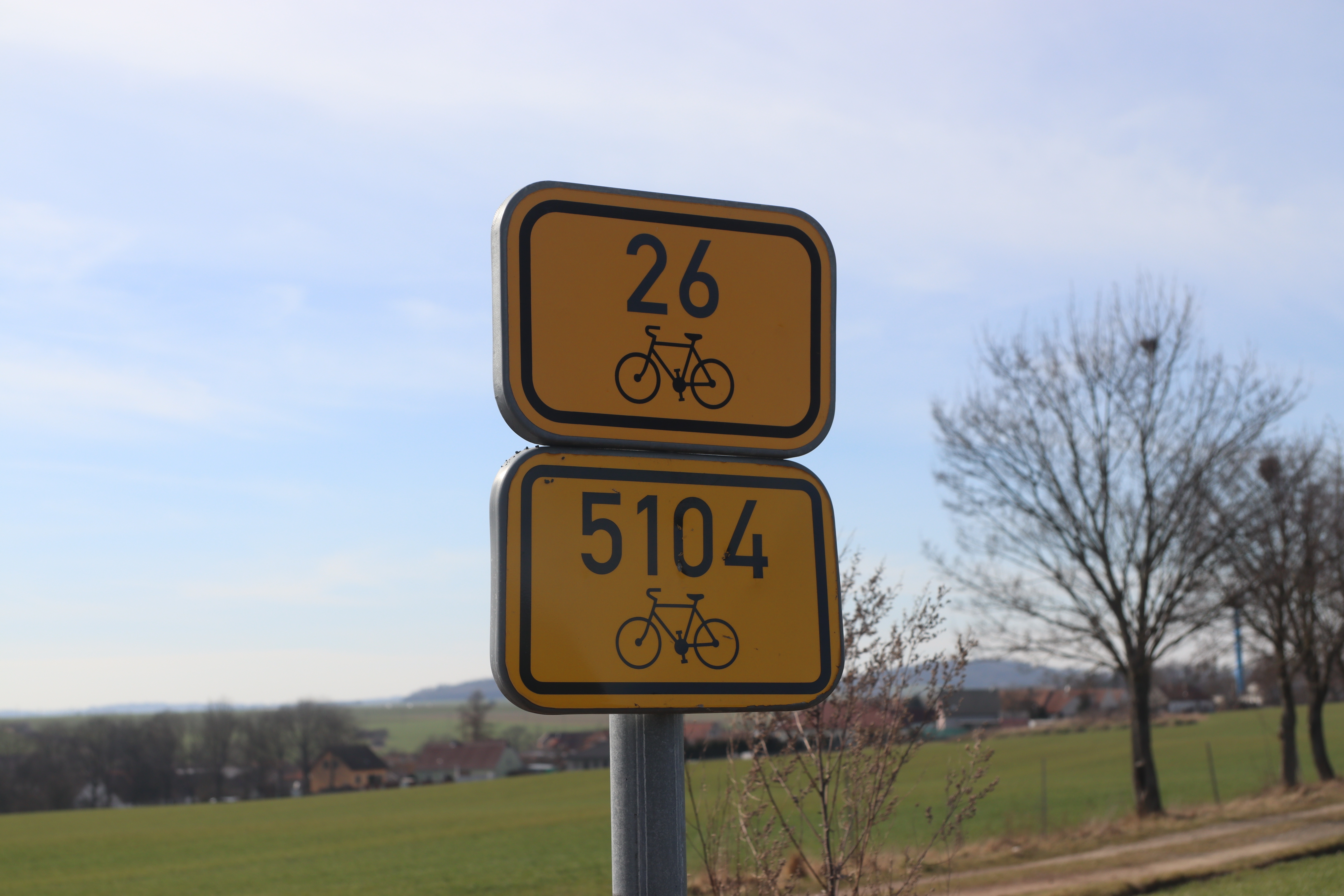

De nationale fietsroutes van Tsjechië (Tsjechisch: Cyklistické trasy) zijn een netwerk van langeafstandsfietsroutes in Tsjechië. Het netwerk werd gecreëerd sinds 1997. De routes zijn genummerd (hoofdroutes een cijfer, minder belangrijke routes twee, drie of vier cijfers) en geel bewegwijzerd. De EuroVelo-routes en toeristische langeafstandsfietsroutes (Greenways Krakau-Moravië-Wenen, Greenway Jizera, Greenways Praag-Wenen, Elbefietsroute, Oder-Neiße-fietsroute, Paneuropa-Radweg, Thayarunde-Radweg, Schwarzachtal-Radweg, Moldaufietsroute, Greenway Berounka-Střela, Euregio Egrensis-fietsroute, Karelsroute,  Moravische Wijnfietsroutes, Liechtensteinfietsroutes) worden ook met een logo op de bewegwijzering weergegeven.